# Stefan Garsztecki
Stefan Garsztecki (* 20. November 1962 in Bergheim) ist ein deutscher Politikwissenschaftler.

## Leben
Von 1983 bis 1989 studierte er Politikwissenschaft (Hauptfach), neuere und neueste Geschichte und Kulturgeographie (Nebenfächer) an der Universität Bonn (Magister Artium in Politikwissenschaft). Von 1989 bis 1994 hatte er ein Promotionsstipendium der Friedrich-Ebert-Stiftung. Nach der Promotion 1995 zum Dr. phil. in Politikwissenschaft an der Universität Trier bei Klaus Ziemer und Kurt Düwell ist er seit 2010 Inhaber der Professur Kultur- und Länderstudien an der TU Chemnitz.